# Wolfgang Knabe (Leichtathlet)
Wolfgang Knabe (* 12. Juli 1959 in Damme) ist ein ehemaliger deutscher Dreispringer.
1981 wurde er Achter bei den Leichtathletik-Halleneuropameisterschaften in Grenoble. Bei den Leichtathletik-Weltmeisterschaften 1983 in Helsinki schied er in der Qualifikation aus.
1988 wurde er Deutscher Meister, 1983 und 1992 Vizemeister. In der Halle wurde er 1986 Deutscher Meister und 1983 sowie 1988 Vizemeister.
Wolfgang Knabe startete bis 1976 für den OSC Damme, von 1977 bis 1982 für den BLK Bersenbrück, von 1983 bis 1984 für die Union Gross-Ilsede und von 1985 bis 1995 für den TV Wattenscheid 01 Leichtathletik. 1996 kehrte er zum OSC Damme zurück, dessen Erster Vorsitzender er derzeit ist. Im Seniorenbereich wurde er mehrmals Welt- und Europameister, stellte 2005 mit 15,13 m einen Weltrekord für die Altersklasse M45 auf.
In der Altersklasse M50 erreichte er 14,44 m. 2014 eroberte er auch den M55-Weltrekord. Er steigerte diesen bei den Senioren-Europameisterschaften in Izmir auf 14,13 m.
2021 holte er sich zudem den M60-Weltrekord, mit einer Leistung von 12,82 m. Im Jahr 2022 führte er mit 5,75 m die weltweite Bestenliste der Klasse M60 im Weitsprung an. 
Im Rahmen der Werbekampagne #TrueAthletes des Deutschen Leichtathletik-Verbands ist Knabe einer der zehn Werbeträger 2018.

## Persönliche Bestleistungen
- Dreisprung: 17,12 m, 23. September 1988, Düsseldorf
- Weitsprung: 7,63 m, 23. August 1986, Hannover